# Nông cụ truyền thống Việt Nam
Nông cụ truyền thống Việt Nam là những vật dụng (dụng cụ, đồ dùng) được người Việt sử dụng để sản xuất nông nghiệp theo phương pháp thủ công, truyền thống. Các nông cụ được hình thành từ xa xưa, không ngừng được cải tiến cho phù hợp với điều kiện văn hóa, xã hội, điều kiện sản xuất của từng thời kỳ, từng vùng, miền...
Nông cụ cho sản xuất nông nghiệp rất đa dạng, phong phú: cuốc, xẻng, mai, thưởng; đòn xóc, đòn gánh, quang gánh; cày, bừa; cối xay thóc, cối xay bột, cối giã gạo; néo đập lúa, trục lăn, cối đá lỗ; thúng, mủng, dần, sàng, nong, nia, xảo, rổ…

## Một số nông cụ phổ biến

### Đòn xóc
- Là một nông cụ được đùng để gánh lúa; thường được làm bằng tre, dài khoảng 1,7 - 2,1 mét, rộng 7 – 10 cm, hai đầu được vót nhọn, có mặt cắt ngang hình cung; chiều dài có dáng cong như cánh cung (thuyền).[3]

### Đòn gánh
- Là nông cụ dùng để gánh, thường làm bằng một đoạn tre chẻ đôi, dài khoảng 1,5 – 2 m, hai đầu có mấu (thường là đốt tre) để giữ đầu quang gánh.

### Gầu giai
Còn được gọi là gầu dây (giây), gầu gai. Gầu được nhà nông dùng để tát nước cho lúa, hoặc tát ao, tát đầm khi bắt cá. Có người cho rằng, xưa có một làng nghề cổ, tên gọi Giai (nay là làng Thanh Trai, xã Minh Lăng, huyện Vũ Thư, tỉnh Thái Bình), làm gầu tát nước này rất bến, nổi tiếng khắp vùng, nên người ta gọi gầu này là gầu Giai. Cũng có ý kiến cho rằng, Giai có nguồn gốc từ chữ Hán là Giây, Gầu Giây đọc chệch thành Gầu Giai.
Gầu giai được đan bằng tre, nứa, miệng có cạp được nức bằng mây. Nửa dưới (1/2) của miệng gắn một mảnh tre bản rộng (10 cm) gọi lài lưỡi, dùng để múc và đỡ nước. Gầu có miệng loe, đáy bẹp. Toàn bộ gầu được đỡ bởi khung tre bắt ngang qua miệng, chay dọc theo hai bên thân và bắt ngang đáy gầu. Vị trí tiếp giáp khung đỡ với miệng gầu và đáy gầu được nối với bốn sợi dây thừng dùng (hoặc dây nilon) để điều khiển gầu khi tát nước. Hai dây trên miệng được gọi là dây miệng, hai dây dưới gầu gọi là dây chôn. Nhờ có hai đôi dây dài nên gầu giai có thể vục nước ở nơi sâu để đổ lên các ruộng cao.
Khi tát nước, hai người đứng bên, một tay cầm dây miệng, một tay cầm dây chôn để điều khiên gầu. Khu múc nước, cả hai người khom người thả dây chùng để miệng dưới gầu vục xuống múc nước; sau đó hai người choãi người ra sau, kéo căng dây, nâng gầu lên, rồi hất dây chôn để đổ nước sang phía kia.t

### Gầu sòng
Là nông cụ được dùng để tát nước cho lúa, hoặc tát ao, tát đầm khi bắt cá. Gầu được đan bằng tre, nứa, dạng hình máng dài, miệng rộng, lưỡi bằng che. Cán gầu được làm bằng ống tre dài, buộc phần giữa dọc thân gầu, dài vượt chiều dài gầu vài chục phân để buộc dây khi tát.
Trước khi tát nước, cắm ba cây sào dài gần hai mét xuống nước theo thế chân kiềng; một đầu dây vào phần chụm của ba cây sào, một đầu buộc vào phía trên ống tre ở thân gầu. Khi tát nước, một người điều khiển gầu vục xuống múc nước ở một phía, rồi chao lên đổ nước sang phía bên kia.

### Néo
Néo léo công cụ dùng để kẹp lúa lại, và đập xuống cối đá, tảng đá để làm cho những hạt thóc lìa ra khỏi rơm (thân cây lúa). Néo được làm bằng hai thanh tre tròn (gọi là cán néo), chắc, dài 30 cm. Tại vị trí 1/3 đầu trên mỗi thanh tre, có một sợi dây thừng bện dài 20 cm liên kết giữa hai thanh tre lại với nhau.
Khi đập lúa, hai tay người nông dân cầm hai đầu trên của néo, vớ một lượng lúa vừa đủ, bắt chéo hai cán néo để kẹp chặt bó lúa vào cán néo và dây thừng. Sau đó, người nông dân nhắc lên cao và đập mạnh xuống cối đã, hoặc cối đá lỗ cho đến khi thóc rụng hết khỏi rơm.